# 哈康六世
哈康六世·馬格努松（挪威語：Håkon VI Magnusson，1340年—1380年9月11日）是挪威国王（1343年–1380年在位），同时也是瑞典国王（1362年–1364年在位）。哈康六世有時被稱為年輕的哈康·馬格努松，以區別於他的曾祖父哈康五世（1299年－1319年在位）。
他是瑞典及挪威國王馬格努斯四世（1319年–1364年在位）的次子，馬格努斯四世的母亲为挪威国王哈康五世之女英格堡·哈康斯多塔，所以他同时也继承了挪威王位，是为挪威国王馬格努斯七世。他的哥哥埃里克本打算在接替他們的父親成為瑞典國王，而哈康在他的父親在生時成為挪威國王。馬格努斯四世非常青睞哈康而非埃里克，導致後者叛亂並奪取瑞典南部。埃里克十二世於1359年去世，哈康六世在三年後與父親一起成為瑞典的統治者。兩人一同統治瑞典直到1364年，當時由博·瓊森領導的一群流亡的瑞典貴族罷免馬格努斯四世以擁立他的外甥梅克倫堡的阿爾伯特。馬格努斯四世和哈康六世試圖奪回瑞典王位，但最終沒有成功。

## 生平
哈康六世出生於1340年（可能在8月中旬），最有可能在瑞典，儘管他出生的確切日期和地點仍然未知。哈康六世是瑞典和挪威國王馬格努斯·埃里克森以及那慕爾的布蘭卡的小兒子。在1356年至1359年間，他的哥哥埃里克是瑞典王位的競爭對手，起兵反對他的父親。哈康六世和他的家族屬於瑞典的福爾孔王朝家族，後者繼承瑞典的埃里克王朝和挪威的斯韋雷王朝。哈康六世是挪威國王哈康五世的曾孫（因為是他唯一婚生女兒英格堡·哈康斯多塔是哈康六世的祖母），並被挪威貴族視為可以接受的王位繼承人。哈康六世的另一個值得注意的祖先，通過他的祖父南曼蘭公爵埃里克·馬格努松，是瑞典國王馬格努斯三世的曾孫。

## 即位
哈康六世在挪威長大，為年輕的王子做好準備，將來憑藉自己的權利統治王國。1343年初秋，挪威王國委員會最顯赫的成員參加在瓦爾貝里城堡與馬格努斯四世的會面。1343年8月15日，挪威和瑞典各地發出信件，稱國王和委員會決定將挪威王位給予哈康。
僅僅一年之後，城市和公眾的代表聚集在布胡斯城堡，他們在那裡為國王哈康六世歡呼，並宣誓永遠效忠和為他服務。儘管在布胡斯城堡舉行的會議與挪威的舊君主選舉制度偽造歷史關係，但是挪威王國委員會制定的登基文件規定，哈康六世只統治挪威的部分地區，並且還詳細記錄挪威的繼承法律。如果哈康六世沒有留下合法的兒子，挪威繼承法將適用，從而確保維持世襲君主制。挪威國王下一順位繼承人將會是他的哥哥埃里克和其後代，但是當埃里克於1359年去世時，這條規定變得毫無意義。1343年在瓦爾貝里城堡和1344年在博斯胡斯城堡舉行的會議後來在1350年的港口城市卑爾根舉行的另一次會議上得到合適的批准。
1355年8月8日至18日期間，馬格努斯七世放棄他的挪威王位。然後，哈康六世將統治成為挪威王國的唯一國王，儘管他的父親在接下來的幾年裡繼續控制挪威，但是不再掛着國王頭銜。哈康六世作為他的王國的唯一國王和統治者的第一次記錄的事件發生是於1358年1月22日，當時他發送一封批准首都奧斯陸特權的信。1355年的挪威實際上是在哈康六世和馬格努斯七世之間劃分的：馬格努斯七世於1350年在卑爾根的批准會議上特別要求統治霍洛加蘭和北海的挪威群島領土。馬格努斯七世還統治通斯堡和希恩，他也是內特島和布胡斯大部分地區的真正統治者，被太后布蘭奇作為個人封地。正因為如此，馬格努斯七世的統治領域集中在東南部，與瑞典重要的南瑞典鄉村和瑞典控制的斯堪尼相對立。
1356年，其哥哥埃里克·马格努斯被瑞典贵族拥立为瑞典国王（即埃里克十二世），发动叛乱，他也被牵连其中。1359年，双方达成和解，共同统治瑞典。但是埃里克·马格努斯于1359年即死于黑死病。他于1362年继承其哥哥的位置当选为瑞典国王，与其父亲共同统治瑞典。1363年，他迎娶了丹麦国王瓦尔德玛四世最年轻的女儿玛格丽特。1364年，他和父亲在瑞典的统治被来自梅克伦堡的统治者阿尔伯特推翻。1380年逝世后，其子奥拉夫·哈康松即位，是为奥拉夫四世。
| 哈康·馬格努松福尔孔王朝出生于：1340年逝世於：1380年 | 哈康·馬格努松福尔孔王朝出生于：1340年逝世於：1380年 | 哈康·馬格努松福尔孔王朝出生于：1340年逝世於：1380年 |
| 統治者頭銜                                          | 統治者頭銜                                          | 統治者頭銜                                          |
| --------------------------------------------------- | --------------------------------------------------- | --------------------------------------------------- |
| 前任者： 马格努斯·埃里克松                          | 挪威国王 1343年–1380年                              | 繼任者： 奥拉夫四世                                 |
| 前任者： 马格努斯·埃里克松                          | 瑞典国王 1362年–1364年 與马格努斯四世同時在任       | 繼任者： 阿尔伯特                                   |